# Can Miamo
Can Miamo és una obra del municipi de Sant Julià de Vilatorta (Osona) inclosa en l'Inventari del Patrimoni Arquitectònic de Catalunya.

## Descripció
Es tracta d'una casa de planta rectangular, coberta a dues vessants i amb el carener paral·lel a la façana la qual s'orienta cap a migdia. A ponent es troba adossada amb Can Marçal i a ponent dona al c/ de l'església. A la planta s'hi obre un portal rectangular amb una finestreta també rectangular a la part esquerra. Al primer pis s'hi obren dues finestres amb la part baixa de l'entrada de llums decorada amb formes geomètriques i la de l'esquerra presenta un inflexió gòtica a la llinda. Al segon n'hi ha una de característiques semblants i la de la part dreta n'hi ha una de molt bonica amb calats gòtics a la llinda; malauradament està mig partida i conserva restes de pintura de color blau. En un carreu de l'angle, a uns dos metres del terra, hi ha una creu esculpida.

## Història
Casa de carrer situada a la pl. Major i molt a prop de l'antiga sagrera. En els documents que fan referència al nucli de la població a redós de la sagrera no hi trobem registrat el nom de can Miamo (no seria estrany que el nom canviés amb el pas dels anys) Cal remarcar la bona traça i la bellesa de la llinda gòtica del segon pis.